# Стрельба на летних Олимпийских играх 2020 — пневматический пистолет, 10 метров (женщины)
Соревнования по стрельбе из пневматического пистолета с 10 метров среди женщин на летних Олимпийских играх 2020 прошли 25 июля 2021 года в Токио. На стрельбище «Асака» на базе Сухопутных сил самообороны Японии.В соревнованиях приняли участие 53 спортсменки из 37 стран. Победительницей соревнований стала Виталина Бацарашкина, установившая новый олимпийский рекорд в стрельбе из пневматического пистолета на 10 метров. Для страны эта медаль стала первой за все время олимпиад. Второй стала Антоанета Костадинова из Болгарии, а бронзу забрала спортсменка из Китая-Раньсин Цзян

## Призёры
| Золото                   | Серебро                        | Бронза              |
| Виталина Бацарашкина ОКР | Антоанета Костадинова Болгария | Цзян Раньсинь Китай |

## Расписание
Время местное (UTC+9)
| Дата         | Время | Раунд        |
| ------------ | ----- | ------------ |
| 25 июля 2021 | 9:00  | Квалификация |
| 25 июля 2021 | 11:15 | Финал        |